# 圖托波利斯 (伊利諾伊州)
圖托波利斯（英語：Teutopolis）是位於美國伊利諾伊州埃芬漢縣的一個村落。

## 地理
圖托波利斯的座標為39°07′56″N 88°28′42″W / 39.13222°N 88.47833°W，而該地最高點為海拔高度184米（即604英尺）。

## 人口
根據2010年美國人口普查的數據，圖托波利斯的面積為4.20平方千米，當中陸地面積為4.20平方千米，而水域面積為0.00平方千米。當地共有人口1530人，而人口密度為每平方千米364人。